# Пратитья-самутпада

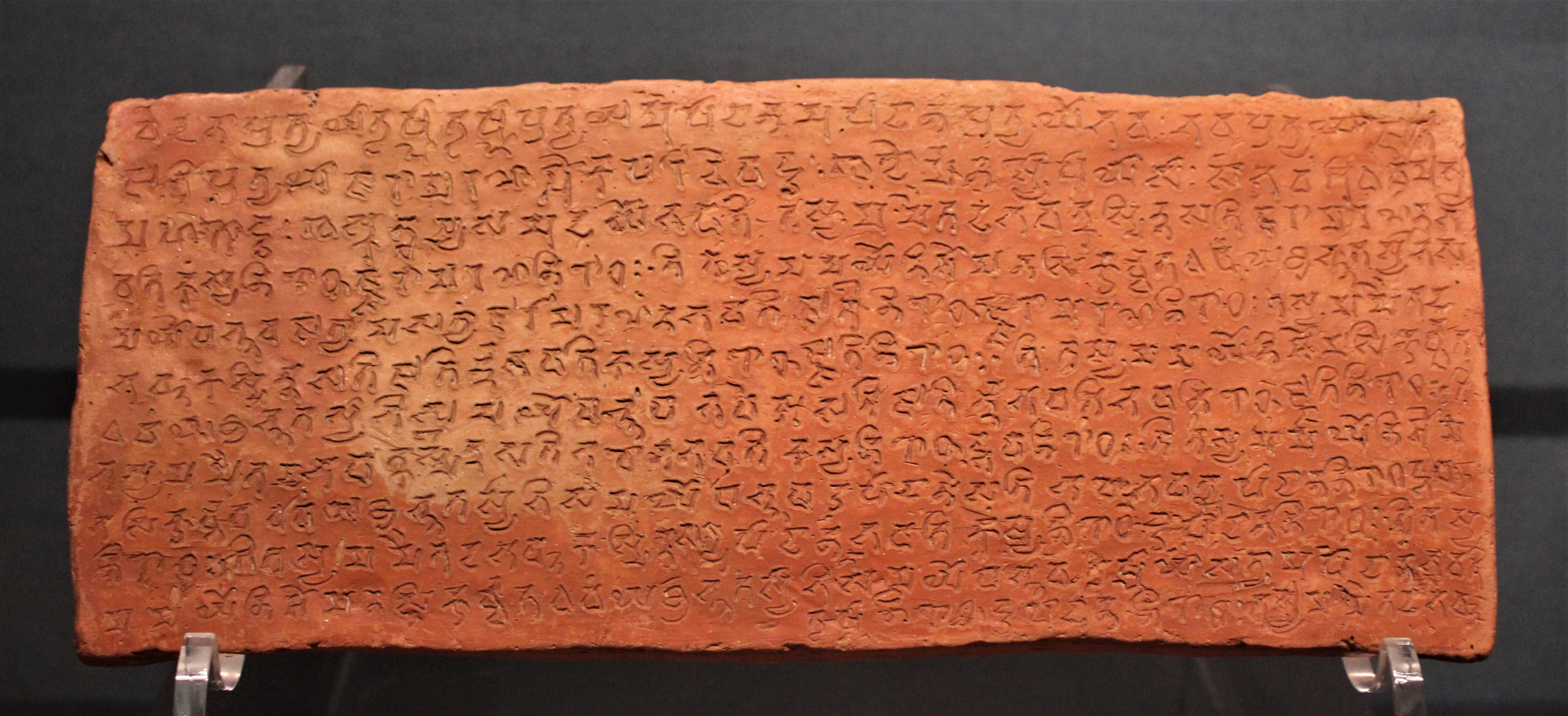
Кирпич с «Сутрой о совместном возникновении условий» (пратитья-самутпада). Найден в Гопалпуре, район Горакхпур, Уттар-Прадеш. Датирован 500 годом н. э., период Гуптов. Музей Эшмола.

Прати́тья-самутпа́да (санскр. प्रतीत्यसमुत्पाद, IAST: pratītya samutpāda, пали IAST: paṭicca samuppāda, букв. «совместное возникновение условий»), или теория взаимозависимого возникновения, — общая для всех буддийских школ концепция причинности, объясняющая причины страдания и способы избавления от него. Представляет собой объединённое взаимодействие различных причинных факторов или условий для формирования результата. Это учение о возникновении страдания (пали anuloma-paṭiccasamuppāda, прямая обусловливающая цепь) и о том, как можно обратить её вспять (пали paṭiloma-paṭiccasamuppāda, обратная обусловливающая цепь). Эти процессы отражены в различных списках взаимообуславливающих явлений, наиболее известными из которых являются двенадцать звеньев или нидан (пали dvādasanidānāni, IAST: dvādaśanidānāni). Согласно традиционному толкованию, эти списки описывают процесс перерождения живого существа в сансаре и возникающую в результате этого дукху (страдания, боль, неудовлетворенность) и анализируют его с позиции, исключающей представление об атмане (неизменном Я или вечной душе). Согласно буддийской концепции разворот причинно-следственной цепи ведёт к прекращению перерождений (и, следовательно, к прекращению страданий).
Согласно другой интерпретации, эти списки описывают возникновение умственных процессов и вытекающее из них представление о Я и «моё», которое приводит к цеплянию и страданию. Некоторые современные западные учёные утверждают, что в списке двенадцати звеньев есть несоответствия, и считают его позднейшим синтезом нескольких более древних списков и элементов, которые частично можно проследить в Ведах.

## Суть концепции
Существуют следующие формулировки концепции пратитья-самутпады: «Если есть то, значит, есть и это»; «Если нет этого, значит, нет и того»; «Когда есть это, то есть и то, если возникает это, то возникает и то, если это исчезает, то исчезает и то».
Классическим примером описания действия взаимозависимого происхождения является пример с семенем. Когда семя закапывают в землю, оно может стать растением и в итоге принести плоды. Но существует ряд условий, при которых это может произойти. Само семя должно быть здоровым, не иметь повреждений, гнили, не быть недозревшим, перезревшим, засохшим и т. п. Посадка семени должна быть верной, после чего необходима систематическая забота о семени: поливка, окучивание, ограждение семени от тяжёлых погодных условий. Земля при этом также должна быть пригодной, питательной и не высушенной. При невыполнении любого из этих условий растение будет слабым или не взойдёт. В итоге кроме наличия семени к условиям всхода растения относится множество разнообразных условий, взаимосвязанных со следствием в собственной оригинальной форме. Все эти причины можно разделить на две категории: непосредственные (хету) и вспомогательные (пратьяя). В качестве непосредственной причины может выступать семя, в качестве вспомогательных причин — земля, солнце и другие причины. Общее взаимодействие причин рассматривается как хету — пратьяя. Пример с семенем стал ответом на теорию причинности в брахманизме, где считалось, что растение уже находится в семени в скрытом состоянии и появляется напрямую из него.
Пратитья-самутпада постулирует, что в мире перерождений всё обусловлено. Каждое явление является условием возникновения для какого-то другого явления и при этом само обусловлено иным явлением. Эти условия при этом являются взаимовоздействующими друг на друга и могут выступать подобно «двум связкам хвороста, опирающимся друг на друга и друг друга поддерживающим». В отличие от индуистского Брахмана, первопричин в буддизме не существует, как не существует и абсолютных следствий. Любая причина всегда является следствием относительно иного явления, а следствие причиной, что является проявлением эмерджентности в буддизме: возникновение любого элемента системы представляет собой результирующее взаимодействие всех элементов системы.
В строгом понимании теории не существует ни причин, ни следствий, существуют одни лишь условия. Это связано с дискретностью дхарм, отсутствием любой «формы предсуществования следствия в причине» и невозможностью «прямого порождения следствия причиной или перенесения на следствие каких-то её характеристик (структуры, материала и т. п.)».
Также в концепции раскрывается не сущность явления, а только условия его возникновения, невозникновения, существования и прекращения.
Закону взаимозависимого возникновения подчинены отношения между дхармами в пространстве и времени. Классическая схема закона причинности в виде двенадцатичленной формулы бытия, описывающая образование круговорота страданий (сансары), состоит из двенадцати звеньев-нидан. В «Маханидана-сутте» такая формула имеет девять звеньев. По предположению индолога В. К. Шохина, это является наиболее ранним описанием пратитья-самутпады. В отдельных школах также существовали варианты с десятью, пятью и тремя звеньями.
Теория взаимозависимого возникновения, как пояснял Будда, связана со срединным путём и позволяет избегать крайностей, во-первых, этернализма, то есть учения о том, что есть некая вечная реальность, не зависящая ни от каких условий, а во-вторых, нигилизма, то есть такой теории, которая признает возможность уничтожения всего существующего. Другими крайностями, которых тоже можно избежать с помощью данной теории, являются этернализм сассатавады (человек, совершающий действие — это тот же человек, кто получает результат действия) и аннигиляционизм уччхедавады (человек, совершающий действие — это другой человек по отношению к тому, кто получает результат действия).

## Трактовка
Согласно Нагарджуне, всеобъемлющее действие пратитья-самутпады во всём мире указывает на его несуществование, иллюзорность его явлений и пустоту как единственную его характеристику. Причинная обусловленность всех явлений или дхарм, указывает Нагарджуна, приводит к тому, что ни одна из дхарм не может обладать самобытием (свабхавой), проявляющимся вследствие «своей собственной природы». Нагарджуна называет такое самосуществующее бытие заимствованным и ненастоящим и сравнивает его с богатством бедняка, получившего деньги в долг. Поэтому из-за невозможности существования самосущих сущностей «все дхармы пусты, бессущностны и безопорны», делает вывод Нагарджуна.
Согласно Йогачаре, все разнообразные условия концепции в виде причин и следствий «на самом деле есть просто идеи, сознание». Данное утверждение связано с учением Йогачары о только-сознании.
В Тибетском каноне тремя главными сутрами, трактующими смысл пратитья-самутпады, считаются Сутра
«Десять ступеней» (Дашабхумика), Сутра «Ростки белого риса» (Шалистамбха) и Сутра «Объяснение первого зависимого возникновения и [его] полного подразделения» (Пратитьясамутпада ади вибханга).
Основатель крупнейшей дзэнской школы Сото Догэн считал, что пратитья-самутпада проявляется в «сущностной связи всей вселенной и монашеской практики». Данное утверждение также является наглядным указанием Догэна на «единство практики и просветления».
Современный тибетский наставник Джампа Тинлей пояснял взаимозависимое возникновение на примере взаимодействия людей с другими людьми и предметами. Он указывал, что человек может жить самостоятельно и не опираться на остальных людей и окружающий мир только ограниченный период времени. В качестве примера Джампа Тинлей приводил стул, на котором сидел. Если бы он разрушил одну ножку стула, то, повредив стул, он бы нанёс вред и стулу, и себе падением о пол. Люди понимают подобную простую зависимость, поэтому редко наносят вред тем людям, которые явно влияют на них, отмечал Джампа Тинлей. В то же время связь человека со всеми явлениями является более глубокой взаимосвязью. Например, в сфере экономики «все страны настолько взаимосвязаны, что лучше не наносить вреда соседям, иначе это отразится на тебе же», указывал Джампа Тинлей.

## Значение и оценка
Буддолог В. Г. Лысенко предполагает, что, вероятно, буддийская пратитья-самутпада является первой теорией причинности в мире и совершенно точно первой теорией причинности в Индии.
Будда характеризовал концепцию пратитья-самутпады как «глубокую», «тонкую», «доступную пониманию только знатоков» и указывал на следующее важное значение пратитья-самутпады: «Кто видит взаимозависимое возникновение, тот видит Дхамму, кто видит Дхамму, тот видит взаимозависимое возникновение».
Ряд авторитетных буддологов, включая Гендрика Керна,
Луи де Ла Валле-Пуссена, Э. Томаса, Ф. И. Щербатского, Э. Конзе, указывали, что значение теории взаимозависимого происхождения состояло в том, что она поясняла то, каким образом дуккха (страдание или неудовлетворённость) может появляться и исчезать (последнее связано с третьей и четвёртой благородными истинами). Томас Рис-Дэвидс после анализа 93 сутт «Ниданы» также отмечал, что кроме дуккхи значительная часть связанных с пратитья-самутпадой сутт говорит о необходимости освоения теории взаимозависимого происхождения на практике и об «эволюцию предметов путём их естественного обусловливания». В восьми суттах также говорится о важности морально-волевых качеств для оставления желаний и в семи о реинкарнации. В практическом аспекте теория взаимозависимого возникновения являлась для монахов раннего буддизма серией аналитических упражнений, с помощью которой происходило «„воспитание“ своих познавательных органов», и монахи начинали видеть реальность безсубъектной, не имеющей каких-либо перерождающихся сущностей.
Человек, освоивший теорию взаимозависимого возникновения на практике, трансформировавший сознание и тем самым познавший вещи в их таковости, освобождается от намерений (четан) в виде «кармических заряженных импульсов», считается постигшим «знание-видение» (ньяна-дассану) и более не подвластным ни пратитья-самутпаде, ни карме. Любые его действия после этого возникают сами «по природе вещей» без малейшего усилия со стороны человека.
По мнению философа Д. Сингха, интерпретация теории взаимозависимого происхождения являлась отправной точкой философских различий между махаяной и школами раннего буддизма.

## Мантра взаимозависимого возникновения
Происхождение мантры связано с историей, изложенной в Винае. Один из первых архатов-учеников Будды — Ашваджита — суммировал преподанное им учение в виде стихотворной строфы по просьбе Маудгальяны. Строфа, гласившая: «Все дхармы [явления] причинно происходят; эти причины объяснил Татхагата, объяснил также и их прекращение; таково учение великого шрамана», стала известна как мантра взаимозависимости и широко применяется в тибетском буддизме:
ཨོཾ་ཡེ་དྷ་རྨཱ་ཧེ་ཏུ་པྲ་བྷ་ཝཱ་ཧེ་ཏུནྟེ་ཥཱ་ནྟ་ཐཱ་ག་ཏོ་ཧྱ་ཝ་དཏ།ཏེ་ཥཱན་ཙ་ཡོ་ནི་རོ་དྷ་ཡེ་ཝཾ་ཝཱ་དཱི་མཧཱ་ཤྲ་མ་ཎ་ཡེ་སྭཱ་ཧཱ།
Ом е дхарма хету прабхава, хетундекан татхагато хьевадет, текандзе ё, ниродха, эвам вади махашраманае сваха

## Критика
Буддолог Б. И. Кузнецов после изучения большого количества наиболее древних текстов выразил мнение о том, что теория взаимозависимого возникновения и некоторые другие основные буддийские концепции сформировались окончательно только в сарвастивадской буддийской школе. Более поздний характер основных буддийских концепций, по сравнению со временем жизни Будды, предполагают и некоторые другие исследователи.